# Wesley Sneijder
Wesley Benjamin Sneijder (Utreque, 9 de junho de 1984) é um ex-futebolista neerlandês que atuava como meio-campista.
Jogador de refinada técnica, grande visão de jogo e boa finalização, teve uma brilhante temporada 2009–10, quando conquistou a tríplice coroa (Liga dos Campeões da UEFA, Campeonato Italiano e Copa da Itália) logo em sua primeira temporada na Internazionale.
Foi o grande protagonista da Seleção Holandesa finalista da Copa do Mundo FIFA de 2010. Foi um dos artilheiros do torneio com cinco gols marcados, ao lado de David Villa, da Espanha, Diego Forlán, do Uruguai, e Thomas Müller, da Alemanha. Sneijder foi ainda escolhido como segundo melhor jogador do mundial, atrás apenas de Forlán.

## Carreira

### Ajax
Certa vez, o então técnico Ronald Koeman, irritado com um elenco lotado de jogadores lesionados, fez uma ligação para o então treinador dos juniores do Ajax, o ex-jogador Danny Blind, que recomendou o garoto Sneijder, então com 18 anos.
Sem muitas alternativas no elenco, Ronald Koeman optou por Sneijder, que fez sua estreia pela equipe principal em 2 de fevereiro de 2003, num jogo contra o Willem II, onde sua equipe venceu por 6 a 0. Sua estreia na Amsterdam Arena, casa do Ajax, foi no clássico contra o Feyenoord. Sneijder rapidamente estabeleceu-se no elenco principal do Ajax, e já em sua primeira temporada, 2002–03, disputou o primeiro jogo pela Liga dos Campeões da UEFA de 2002–03, contra o Arsenal, que terminou com um empate em 0 a 0. Sneijder entrou no final do jogo no lugar do sul-africano Steven Pienaar. Nesta temporada, o Ajax foi eliminado da Champions League nas quartas de final contra o Milan no último minuto de jogo, em um surpreendente desempenho do time formado em sua grande maioria por jovens jogadores que, além de Sneijder, tinha: Rafael van der Vaart, Cristian Chivu, Zlatan Ibrahimović, Andy van der Meyde, entre outros. O seu primeiro gol pelo Ajax veio no dia 13 de abril de 2003, numa partida contra o modesto NAC Breda.

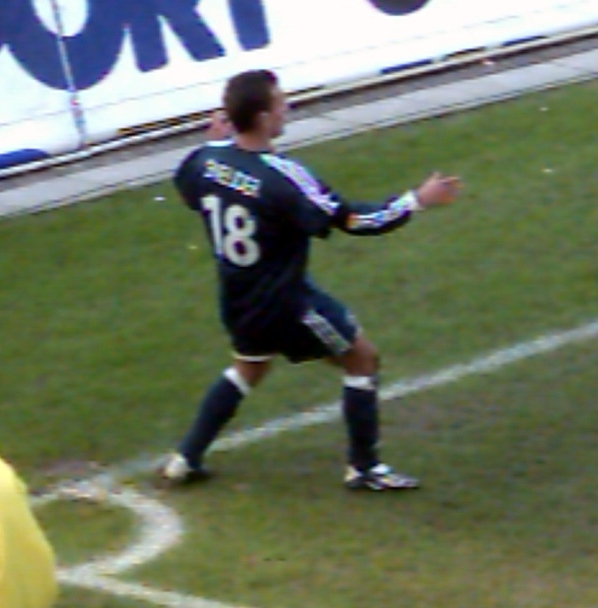
Sneijder ainda no Ajax

Na temporada 2003–04, o Ajax de Sneijder conquistou a Eredivisie. Nessa campanha, o meio-campista desempenhou um papel muito importante na equipe, marcando nove gols em 30 jogos. Nos anos posteriores, permaneceu como titular e ganhava cada vez mais cartaz no mercado do futebol europeu, despertando o interesse dos grandes clubes.
A temporada 2006–07 merece ser mencionada, já que foi nesta que o jovem meia fez sua melhor campanha com a camisa do Ajax, marcando 18 gols, uma marca espetacular levando em conta a sua posição. Na mesma temporada conquistou a sua segunda Copa dos Países Baixos, contra o AZ Alkmaar, nos pênaltis.

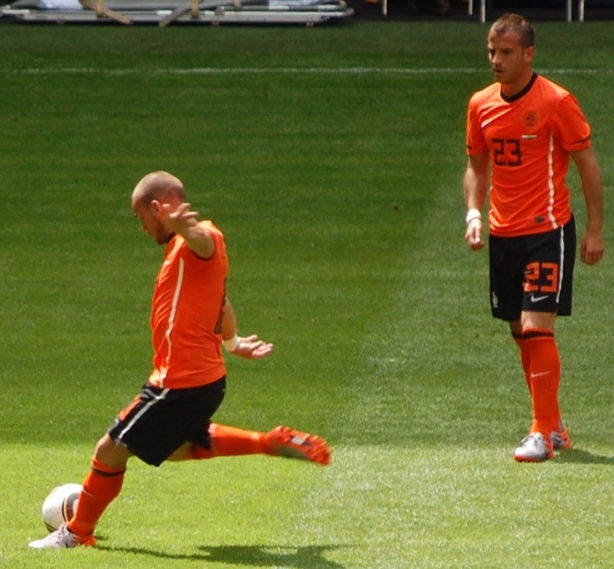
Sneijder (esq.) tinha como ponto forte as cobranças de falta

### Real Madrid
Em 2007, Sneijder foi o segundo de três neerlandeses a assinar pelo Real Madrid, contratado por 27 milhões de euros, juntando-se a Royston Drenthe e depois Arjen Robben. Após chegar ao clube merengue, afirmou estar realizando um sonho. Ele recebeu a camisa 23, anteriormente usada por David Beckham. Em seu primeiro jogo na La Liga, ele marcou o gol da vitória no Dérbi de Madrid contra o Atlético. Na segunda rodada, ele marcou dois gols contra o Villarreal, um deles numa cobrança de falta. Sneijder coroou uma bela temporada de estreia na Espanha, primeiro batendo um impressionante tiro livre no último jogo da temporada contra o Levante, no Estádio Santiago Bernabéu, tendo o seu registro de nove gols na temporada da Liga, e também viu o Real manter seu título. No dia 3 de agosto de 2008, após uma dura falta cometida por Abou Diaby, Sneijder foi substituído com uma suspeita de lesão no ligamento cruzado do joelho num amistoso da pré-temporada contra o Arsenal. Uma ressonância magnética confirmou que a duração da recuperação não seria tão grande quanto se temia inicialmente. Era esperado que ele estaria fora por pelo menos três meses. No entanto, ele conseguiu se recuperar a tempo e foi incluído nos onze inicial para o embate da Liga dos Campeões da UEFA contra a Juventus, em Turim. No dia 2 de setembro de 2008, após a saída de Robinho para o Manchester City por 42 milhões de euros, Sneijder ficou com a camisa 10 do Real. Sua camisa 23 foi assumida por seu colega neerlandês Rafael van der Vaart.

### Internazionale
No dia 26 de agosto de 2009, foi contratado pela Internazionale por aproximadamente 15 milhões de euros. O meia assinou um contrato com duração de cinco anos, recebeu a camisa 10 (a mesma que vestia no Real Madrid) e rapidamente tornou-se o "cérebro" do meio-campo nerazzurri.

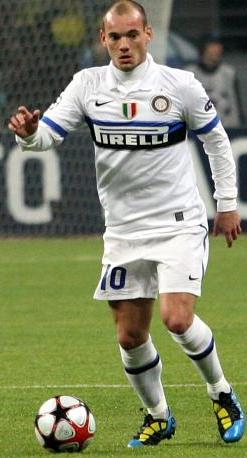
Sneijder atuando pela Internazionale em 2010

Já em sua primeira temporada no clube, a de 2009–10, tornou-se o jogador mais importante da equipe na conquista da Serie A e da Liga dos Campeões da UEFA, título que não era conquistado pela Inter desde 1965, além da Copa da Itália. A Inter havia conquistado simplesmente todas as competições que disputou naquela temporada e, como o grande armador da equipe, Sneijder foi o líder de assistências da mesma, também graças a sua "ambidestria". Devido ao desempenho fantástico nesta temporada, Sneijder era um dos fortes candidatos a conquista da Bola de Ouro da FIFA de 2010, entregue ao melhor jogador do mundo no ano, porém terminou apenas em quarto colocado atrás de Andrés Iniesta, Xavi e Lionel Messi, que também haviam feito temporadas impecáveis. Em 26 de agosto de 2010, Sneijder foi eleito o melhor meio-campista do futebol europeu na temporada; ele recebeu o prêmio na cerimônia de sorteio dos grupos da Liga dos Campeões da UEFA de 2010–11.
Iniciou muito bem a temporada 2010–11, sua segunda pela Inter, com o título da Supercopa da Itália no dia 21 de agosto de 2010, vencendo a Roma por 3 a 1. Entretanto, a Internazionale acabou derrotada por 2 a 0 na disputa da Supercopa da UEFA, contra o Atlético de Madrid, no Stade Louis II. No dia 28 de outubro, pouco mais de um ano após ser contratado, Sneijder renovou seu contrato por mais cinco anos, assinando um novo vínculo até 2015.

### Galatasaray
Em 2012, após demonstrar clara insatisfação na Inter e ser afastado pelo treinador Andrea Stramaccioni, Sneijder passou a ser especulado em vários clubes do futebol europeu. Manchester City, Manchester United e Chelsea estavam inicialmente entre os prováveis destinos do neerlandês, mas no dia 20 de janeiro de 2013 o consagrado meia surpreendeu e acertou com o Galatasaray, da Turquia, por cerca de 20,3 milhões de reais. Um detalhe que teve grande influência no interesse do clube turco por Sneijder é o fato deste ter se classificado às oitavas de final da Liga dos Campeões da UEFA, podendo então inscrever o jogador para a segunda fase do torneio, já que a Internazionale não disputou a competição nesta temporada.

### Nice e Al Gharafa
Foi anunciado pelo Nice, da França, no dia 7 de agosto de 2017. Após disputar apenas oito jogos e não balançar as redes, no dia 5 de janeiro de 2018 ele foi anunciado como reforço do Al-Gharafa, do Catar.

### Aposentadoria
No dia 12 de agosto de 2019, aos 35 anos, Sneijder anunciou oficialmente sua aposentadoria numa entrevista à emissora oficial do Utrecht, clube homônimo de sua cidade natal.

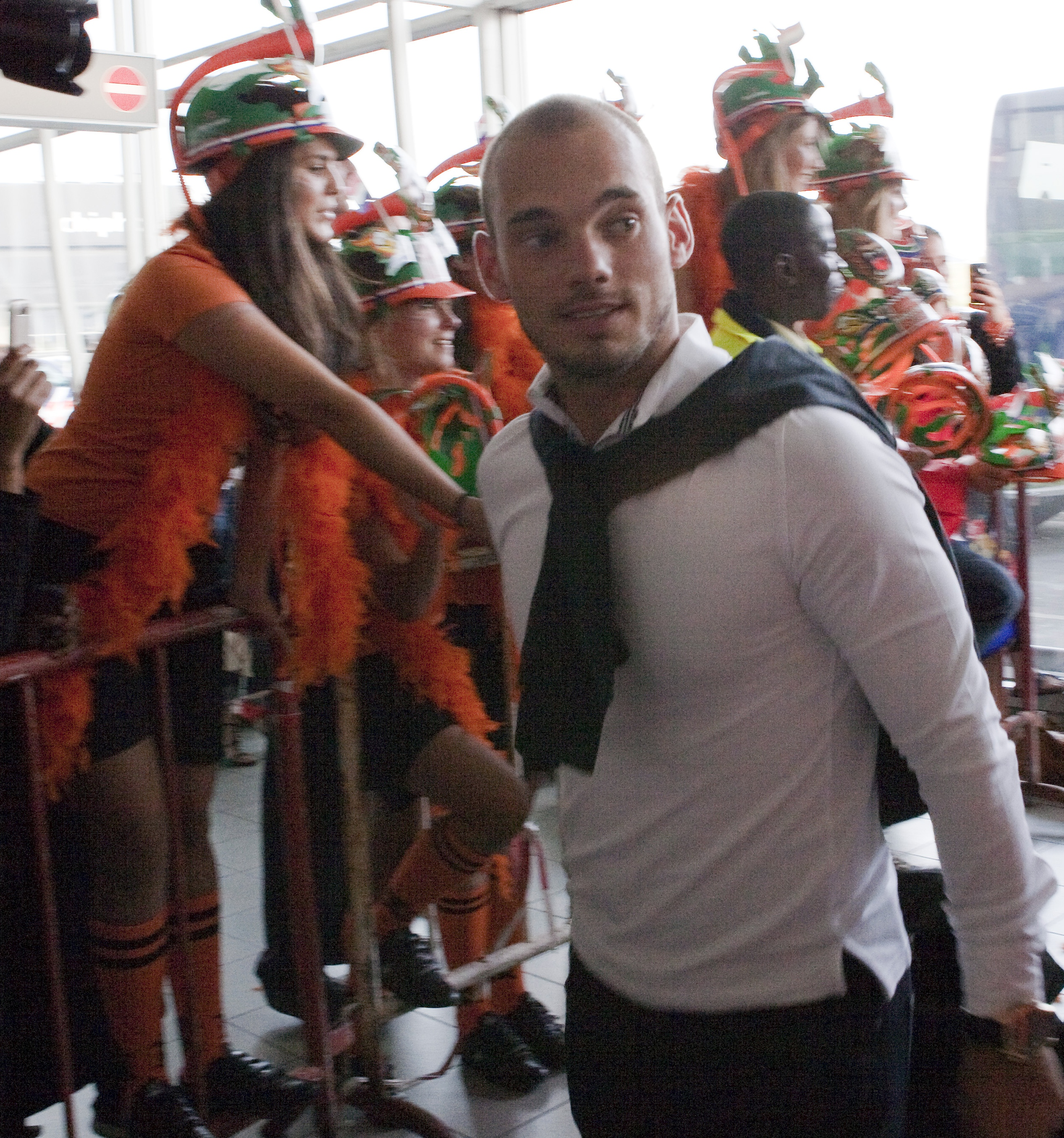
No aeroporto de Amsterdã, durante o embarque rumo a África do Sul para a disputa da Copa do Mundo FIFA de 2010

## Seleção Nacional
Sneijder é o jogador que mais atuou pela Seleção Neerlandesa (134 jogos). Estreou pela Seleção Sub-21, no dia 28 de março de 2003, contra a República Tcheca. Pela Seleção Neerlandesa principal, seu primeiro jogo aconteceu em 30 de abril do mesmo ano, contra Portugal, quando ele se tornou o oitavo jogador mais jovem a atuar pela equipe principal dos Países Baixos.
No ano seguinte, Sneijder chegou às semifinais da Euro 2004 com a Laranja. Apesar de ter começado como reserva, o meia foi titular num jogo da fase de grupos e em duas partidas de mata-mata. Ele também contribuiu com dois gols no torneio de classificação.
Na Copa do Mundo FIFA de 2006, Sneijder foi titular em todos os quatro jogos dos Países Baixos, até a Seleção ser eliminada nas oitavas de final para Portugal. O meia recebeu um dos 16 cartões amarelos na partida que viria a se tornar o recorde de cartões na história das Copas do Mundo e depois foi apelidada de Batalha de Nuremberg. A Seleção Portuguesa se classificou com uma vitória de 1 a 0.
Dois anos depois, Sneijder foi titular na campanha da Euro 2008, onde os Países Baixos conseguiram passar sem muita dificuldades para a segunda fase, vencendo facilmente os três jogos da fase de grupos. Porém, surpreendendo a todos, os neerlandeses foram mais uma vez eliminados precocemente, após uma derrota por 3 a 1 para a modesta Rússia.

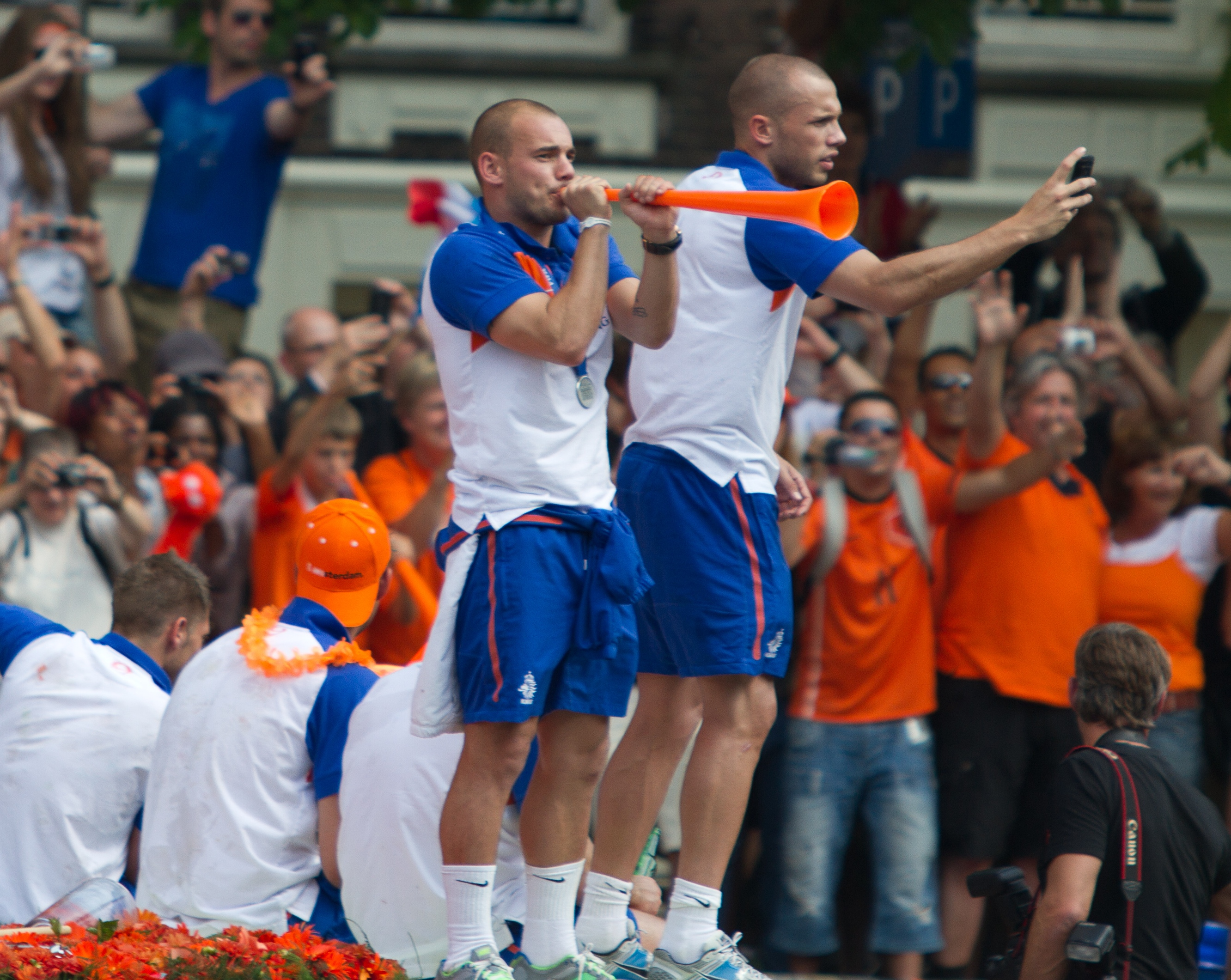
Sneijder (esq.) celebrando com uma vuvuzela, famosa durante a Copa

### Copa do Mundo de 2010
O seu ápice na Laranja foi na Copa do Mundo FIFA de 2010. Vestindo a camisa 10, foi fundamental na caminhada da seleção rumo à final, se tornando o artilheiro do time e conquistando o vice-campeonato mundial. Dentre as suas vítimas estava a Seleção Brasileira, que viu Sneijder marcar dois gols e decretar a vitória de virada sobre aquela que era grande candidata ao título até então, nas quartas de final. Foi eleito o "Homem do Jogo" pela FIFA.
Na semifinal contra o Uruguai, Sneijder marcou mais um gol, chegando ao total de cinco na Copa e empatando com David Villa na artilharia do torneio. A Holanda a partida por 3 a 2 e avançou para a final. Sneijder foi novamente eleito o "Homem do Jogo". No entanto, os neerlandeses acabaram vendo o sonho de pela primeira vez se tornarem campeões mundiais ir por água abaixo na final contra a Espanha, quando foram derrotados por 1 a 0 após 120 minutos de jogo.
Após o fim da Copa, Sneijder foi eleito o segundo melhor jogador da competição, atrás somente de Diego Forlán e na frente de David Villa. Foi também artilheiro do torneio, com o mesmo número de gols de Villa, Diego Forlán e Thomas Müller, perdendo somente nos critérios de desempate.

### Despedida
Seu jogo de despedida pela Seleção foi na vitória de 2 a 1 sobre o Peru, no dia 6 de setembro de 2018, num amistoso em sua homenagem. Os peruanos chegaram a sair na frente com um gol de Pedro Aquino, aos 13 minutos do primeiro tempo, mas os neerlandeses viraram no segundo tempo, com dois gols de Memphis Depay.
| #  | Data                   | Adversário       | Placar | Resultado | Local                                       |
| 1  | 11 de outubro de 2003  | Moldávia         | 1–0    | 1–0       | Philips Stadion, Eindhoven                  |
| 2  | 19 de novembro de 2003 | Escócia          | 2–0    | 5–0       | Arena de Amsterdã, Amsterdã                 |
| 3  | 18 de agosto de 2004   | Suécia           | 1–1    | 2–2       | Estádio Råsunda, Estocolmo                  |
| 4  | 8 de junho de 2005     | Finlândia        | 1–1    | 3–1       | Arena de Amsterdã, Amesterdão               |
| 5  | 17 de agosto de 2005   | Andorra          | 3–0    | 3–0       | Estádio Olímpico Lluís Companys, Barcelona  |
| 6  | 24 de março de 2007    | Rússia           | 2–0    | 4–1       | Arena de Amsterdã, Amsterdã                 |
| 7  | 8 de setembro de 2007  | Bulgária         | 1–0    | 2–0       | Arena de Amsterdã, Amsterdã                 |
| 8  | 17 de outubro de 2007  | Eslovênia        | 1–0    | 2–0       | Philips Stadion, Eindhoven                  |
| 9  | 1 de maio de 2008      | País de Gales    | 2–0    | 2–0       | Estádio De Kuip, Roterdão                   |
| 10 | 9 de junho de 2008     | Itália           | 2–0    | 3–0       | Stade de Suisse, Berna                      |
| 11 | 13 de junho de 2008    | França           | 4–1    | 4–1       | Stade de Suisse, Berna                      |
| 12 | 9 de maio de 2009      | Japão            | 2–0    | 3–0       | De Grolsch Veste, Enschede                  |
| 13 | 1 de junho de 2010     | Gana             | 3–1    | 4–1       | Estádio De Kuip, Roterdão                   |
| 14 | 5 de junho de 2010     | Hungria          | 2–1    | 6–1       | Arena de Amsterdã, Amsterdã                 |
| 15 | 19 de junho de 2010    | Japão            | 1–0    | 1–0       | Estádio Moses Mabhida, Durban               |
| 16 | 28 de junho de 2010    | Eslováquia       | 2–0    | 2–1       | Estádio Moses Mabhida, Durban               |
| 17 | 2 de julho de 2010     | Brasil           | 1–1    | 2–1       | Estádio Nelson Mandela Bay, Porto Elizabeth |
| 18 | 2 de julho de 2010     | Brasil           | 2–1    | 2–1       | Estádio Nelson Mandela Bay, Porto Elizabeth |
| 19 | 6 de julho de 2010     | Uruguai          | 2–1    | 3–2       | Estádio da Cidade do Cabo, Cidade do Cabo   |
| 20 | 9 de fevereiro de 2011 | Áustria          | 1–0    | 3–1       | Philips Stadion, Eindhoven                  |
| 21 | 29 de março de 2011    | Hungria          | 2–2    | 5–3       | Arena de Amsterdã, Amsterdã                 |
| 22 | 3 de setembro de 2011  | San Marino       | 2–0    | 11–0      | Philips Stadion, Eindhoven                  |
| 23 | 3 de setembro de 2011  | San Marino       | 10–0   | 11–0      | Philips Stadion, Eindhoven                  |
| 24 | 2 de junho de 2012     | Irlanda do Norte | 2–0    | 6–0       | Arena de Amsterdã, Amsterdã                 |
| 25 | 11 de junho de 2013    | China            | 2–0    | 2–0       | Estádio dos Trabalhadores, Pequim           |
| 26 | 15 de outubro de 2013  | Turquia          | 2–0    | 2–0       | Estádio Şükrü Saraçoğlu, Istambul           |
| 27 | 29 de junho de 2014    | México           | 1–1    | 2–1       | Estádio Castelão, Fortaleza, Brasil         |

## Vida pessoal
Wesley Sneijder converteu-se do protestantismo ao catolicismo e foi batizado em Milão.
Foi casado duas vezes: entre junho de 2005 e janeiro de 2009 com a holandesa Ramona Streekstra, e entre julho de 2010 e março de 2019 com a modelo hispano-neerlandesa Yolanthe Cabau van Kasbergen. O holandês possui dois filhos: Jessey Sneijder, seu primogênito, nasceu no dia 4 de setembro de 2006. Sneijder tem seu nome tatuado em seu antebraço esquerdo. Já o segundo filho, Xess Xava, nasceu no dia 15 de outubro de 2015.
Sneijder tem dois irmãos, ambos ex-futebolistas: Jeffrey Sneijder e Rodney Sneijder.

## Títulos
Ajax
- Eredivisie: 2003–04
- Supercopa dos Países Baixos: 2005, 2006 e 2007
- Copa dos Países Baixos: 2005–06 e 2006–07

Real Madrid
- La Liga: 2007–08
- Supercopa da Espanha: 2008

Internazionale
- Serie A: 2009–10
- Copa da Itália: 2009–10 e 2010–11
- Liga dos Campeões da UEFA: 2009–10
- Supercopa da Itália: 2010
- Copa do Mundo de Clubes da FIFA: 2010

Galatasaray
- Süper Lig: 2012–13 e 2014–15
- Supercopa da Turquia: 2013 e 2015
- Copa da Turquia: 2013–14, 2014–15 e 2015–16

Al-Gharafa
- Qatari Stars Cup: 2018–19

### Prêmios individuais
- Revelação do Futebol Neerlandês do Ano: 2003–04
- Equipe da Euro: 2008
- Líder de Assistências da Liga dos Campeões da UEFA: 2009–10
- Melhor Jogador da Final da Liga dos Campeões da UEFA: 2009–10
- Bola de Prata da Copa do Mundo da FIFA: 2010
- Equipe da Copa do Mundo da FIFA: 2010
- Melhor Meia da UEFA: 2009–10
- Equipe do Ano da UEFA: 2009–10
- FIFPro World XI: 2009–10
- 95° Melhor Jogador do Ano de 2012 (The Guardian)[31]

### Artilharias
Seleção Neerlandesa
- Copa do Mundo FIFA de 2010 (5 gols)

Internazionale
- Supercopa da Itália de 2011 (1 gol)